# River Deep - Mountain High
"River Deep-Mountain High" é uma música lançada inicialmente por Ike & Tina Turner no álbum de mesmo nome de 1966. Fez enorme sucesso e consagrou-se um dos principais singles da dupla. Em 1968, a canção foi regravada no segundo disco da banda inglesa Deep Purple, The Book of Taliesyn. Mais tarde, em 1996, Celine Dion lança a mesma música com diferentes arranjos no álbum Falling Into You. A música volta a fazer sucesso e torna-se um single do álbum. O elenco da série Glee fez uma versão cantada por Mercedes (Amber Riley) e Santana (Naya Rivera), foi lançada como single e faz parte do álbum Glee: The Music, Volume 4. Está em 33º lugar no ranking das 500 maiores canções de todos os tempos, da revista Rolling Stone. 